# Weedon (Buckinghamshire)
Pour les articles homonymes, voir Weedon.
Weedon est une paroisse civile et un village du Buckinghamshire, en Angleterre.